# Regina Lago García
Regina Lago García (Palencia, 1897-Ciudad de México, 1966) fue una pedagoga, psicóloga y científica española. 

## Biografía
Nacida en una familia palentina acomodada, hizo estudios de Magisterio en la Escuela Normal de Palencia y los amplió en la Escuela de Estudios Superiores de Magisterio en Madrid, donde obtuvo el número uno de su promoción.
En 1921, se afilió a la Sección de profesores de Escuela Normal de la UGT y en 1934 al Socorro Rojo Internacional. También perteneció a la Asociación de Mujeres Antifascistas (AMA), creada en 1933.
Fue destinada como profesora de Física y Química a la Escuela Normal canaria de La Laguna (1924) y, más tarde, profesora de Matemáticas en la Escuela Normal de Lugo (1927). De 1928 a 1930 obtuvo una beca de la Junta de Ampliación de Estudios (JAE) para trasladarse al instituto J. J. Rousseau de Ginebra para ampliar su formación en Psicología Experimental y conocer el funcionamiento de las Escuelas Normales suizas.  
A su regreso publicó Las Repúblicas Juveniles (1931).
Tras pasar por las Escuelas Normales de Lugo, Segovia y Palencia, aprobó en 1934 la oposición para jefa de sección de materiales en el Museo Pedagógico Nacional. Aquel mismo año ingresó en la Agrupación de Mujeres Antifascistas y en el Socorro Rojo Internacional. 
Publicó junto con su marido, Juan Comas, La práctica de las pruebas mentales y de instrucción (1933). En 1934 ganó el concurso-oposición a Jefa de la Sección de Materiales de Enseñanza del Museo Pedagógico Nacional.
En 1936, al comienzo de la guerra civil, las instalaciones de la Residencia de Señoritas fueron reutilizadas para servicios sanitarios y de guerra. El Ministerio de Instrucción Pública y Bellas Artes nombró un Comité para gestionar el traslado de las residentes a Valencia. Lago fue nombrada presidenta de dicha comisión sustituyendo a María de Maeztu. Eran antiguas alumnas y residentes de ese mismo año. Dicho comité estaba formado por Esperanza González Ramos, Pilar Coll, Teresa Andrés Zamora, Aurora Arnáiz Amigo y Encarnación Fuyola Miret.
Durante la guerra muchos niños y niñas fueron trasladados a Valencia, Murcia y Almería. El Ministerio de Instrucción Pública se encargó de organizar la educación y atender a todas sus necesidades básicas, ya que estos niños estaban en edad escolar. Lago se encargó de la organización pedagógica.
En la Conferencia Nacional sobre Refugiados, convocada por el Comité Nacional del Socorro Rojo Internacional y celebrada en Valencia el 13 de septiembre de 1937, Regina Lago representó al Ministerio de Instrucción Publica y Sanidad. En la misma informó sobre la situación de la evacuación infantil hacia las zonas republicanas.
Al terminar la guerra civil española se trasladó a París, donde fue consejera pedagógica del Consejo Nacional de la Infancia Evacuada. Continuó su exilio en Nueva York y México.
En este país la Federación de Trabajadores de la Enseñanza en el Exilio se organizó y Lago fue la encargada de la Comisión Ejecutiva, asumiendo la Solidaridad y ayuda a los docentes españoles. También fue parte de la Federación Democrática Internacional de Mujeres (FDMI), organización antifascista creada tras la Segunda Guerra Mundial. Junto a ella estaban Emilia Elías, Veneranda Manzano y Encarnación Fuyola, entre otras.
Fue profesora de Psicología, trabajó en la Escuela Normal de Pachuca y de la Escuela Preparatoria de la Universidad Nacional Autónoma de México. Murió en 1968, siendo enterrada en el Panteón Municipal de Cuernavaca.

## Obras
- Climatología de la cuenca del Duero (1921)
- Las Repúblicas Juveniles (1931)
- La práctica de las pruebas mentales y de instrucción (1933)